# Liopeltis frenatus
Liopeltis frenatus är en ormart som beskrevs av Günther 1858. Liopeltis frenatus ingår i släktet Liopeltis och familjen snokar. Inga underarter finns listade i Catalogue of Life.
Denna orm förekommer i nordöstra Indien, i Kina (provinserna Xizang och Yunnan) samt i Laos och Vietnam. Arten lever i låglandet och i bergstrakter mellan 300 och 1900 meter över havet. Liopeltis frenatus vistas i fuktiga skogar. Den har små ryggradsdjur som föda. Honor lägger ägg.
Beståndet hotas regionalt av skogsröjningar. Hela populationen anses vara stor. IUCN kategoriserar arten globalt som livskraftig.